# San Martino in Passiria
San Martino in Passiria (St. Martin in Passeier in tedesco) è un comune italiano di 3 325 abitanti della provincia autonoma di Bolzano in Trentino-Alto Adige, situato in Val Passiria, della quale è il capoluogo di fatto.
Transita qui la ciclabile della Val Passiria che conduce i ciclisti da San Leonardo in Passiria (689 m s.l.m.) a Merano (325 m s.l.m.); da lì è possibile proseguire fino a Bolzano o alternativamente fino al passo di Resia lungo la ciclabile della Val Venosta.

## Origini del nome
Il toponimo è attestato come Passyr nel 1078, come S. Martini nel 1148, come Sand Martein nel 1340 e S. Martin nel 1341.

## Storia
Presso la frazione di Saltusio (Saltaus), si trova lo sbarramento di Saltusio del Vallo Alpino in Alto Adige. Le opere 2 e 3 sono state riadattate dall'artista Matthias Schönweger nel BunCor (Herzbunker), in ricordo dei fuochi del Sacro Cuore di Gesù.

### Simboli
L'alabarda simbolizza i privilegi accordati un tempo ai liberi contadini, la ruota la tradizione artigianale e la laboriosità del villaggio.

## Monumenti e luoghi d'interesse

### Architetture religiose
- Chiesa di San Martino

## Società

### Ripartizione linguistica
La sua popolazione è per la quasi sua totalità di madrelingua tedesca:
| %      | Ripartizione linguistica (gruppi principali) |
| ------ | -------------------------------------------- |
| 98,77% | madrelingua tedesca                          |
| 1,16%  | madrelingua italiana                         |
| 0,06%  | madrelingua ladina                           |

### Evoluzione demografica
Abitanti censiti

## Economia

### Artigianato
Per quanto riguarda l'artigianato, importante e rinomata è la produzione di mobili d'arte  e di arredamenti tipici campagnoli.

## Amministrazione
| Periodo | Periodo   | Primo cittadino        | Partito | Carica  | Note |
| ------- | --------- | ---------------------- | ------- | ------- | ---- |
| 2005    | 2010      | Hermann Anton Pirpamer | SVP     | Sindaco |      |
| 2010    | in carica | Rosmarie Pamer         | SVP     | Sindaco |      |